# Roberts Peak
Der Roberts Peak ist ein rund 1800 m hoher Berg im westantarktischen Ellsworthland. Im Zentrum der Sentinel Range des Ellsworthgebirges ragt er 16 km östlich des Mount Jumper in den Maglenik Heights an der Nordflanke des Ellen-Gletschers auf.
Das Advisory Committee on Antarctic Names benannte ihn 1996 nach Carol A. Roberts, stellvertretende Leiterin der Abteilung für Polarprogramme der National Science Foundation (NSF) von 1988 bis 1996, die im Namen der NSF US-amerikanische Interessen innerhalb des Antarktis-Vertragsystems vertreten hatte.